# Liu Huajin
Liu Huajin, född 2 augusti 1960, är en friidrottare från Kina. Hon deltog vid olympiska sommarspelen 1984 och olympiska sommarspelen 1988.